# Dendrotion spinosum
Dendrotion spinosum là một loài chân đều trong họ Dendrotionidae. Loài này được Sars miêu tả khoa học năm 1872.